# Reckoner
Reckoner è il quarto singolo dei Radiohead estratto dall'album In Rainbows. La canzone è stata pubblicata il 23 settembre 2008 su iTunes..
Il brano presenta delle percussioni "gelide, tintinnanti", una linea di chitarra "sinuosa" , un pianoforte, un arrangiamento di archi composto dal chitarrista dei Radiohead Jonny Greenwood, e un falsetto di Yorke, il quale ha dichiarato che il riff di chitarra è stato un omaggio al chitarrista dei Red Hot Chili Peppers, John Frusciante.. Venne considerata come una delle migliori canzoni del decennio da Pitchfork e NME.

## Storia
In un tour del 2001, i Radiohead eseguirono a George un brano aggressivo e diverso intitolato "Reckoner". Durante una performance solista al Trade Justice Movement del 2005, il cantante Thom Yorke esibì questa versione di "Reckoner" con chitarra acustica. 
Al lavoro sulla canzone per il loro album In Rainbows, la band aggiunse una coda che si sviluppò in una nuova canzone, la versione di Reckoner presente nell'album. Nel 2009, Yorke rilasciò il brano originariamente noto come Reckoner come un singolo da solista, con il titolo di Feeling Pulled Apart by Horses.
Il brano è diviso in due parti, una principale (scritta da Yorke) e un bridge con pianoforte e orchestra (scritto da Greenwood).

## Video
Il video raffigura una situazione in cui un luogo pieno di vegetazione viene sostituito da edifici, che allude alla progressiva deforestazione della Terra per il beneficio dell'uomo, ma alla fine tutto conduce a un ritorno alla natura.

## Accoglienza
Pitchfork scrisse che "Reckoner" "può non essere la traccia più istantanea dell'album, ma nel corso di continui ascolti, si rivela essere tra le più belle cose stordite che la band abbia mai registrato."  Nell'ottobre del 2011, i lettori di Rolling Stone la votarono nona come miglior traccia dei Radiohead, e NME la posizionò al 93º posto nella sua lista delle "150 Migliori Tracce Degli Ultimi 15 Anni". Pitchfork la listò 254° nella sua "Top 500 delle canzoni degli anni 2000".

## Utilizzo
La canzone è stata scritta per il film The Age of Stupid di Franny Armstrong. Inoltre è presente nella scena finale del film Soffocare con Sam Rockwell e Anjelica Huston uscito nel 2008 e tratto dall'omonimo romanzo di Chuck Palahniuk.

## Cover
- Gnarls Barkley esibì una cover in live.[12][13]
- Il pianista Robert Glasper registrò il brano come parte strumentale jazz, rilasciata come singolo per il suo album dal vivo, Covered.[14]

## Formazione
- Thom Yorke - voce, chitarra
- Jonny Greenwood - pianoforte, maracas, arrangiamenti orchestrali
- Colin Greenwood - Maracas
- Ed O'Brien - Tamburello, voce
- Phil Selway - batteria

## Classifiche
| Classifica (2008) | Posizione massima |
| ----------------- | ----------------- |
| Regno Unito       | 74                |